# داداش رضاييف
داداش غريب أوغلي رضاييف (22 ديسمبر 1935 - 27 مايو 2024)، هو سياسي أذربيجاني، شغل منصب وزير الدفاع في أذربيجان من فبراير إلى يونيو 1993 وكان رئيسًا لاتحاد ضباط الاحتياط الأذربيجانيين. استمرت خدمته الفعلية في الجيش لأربعين سنة، منها سبعة وثلاثين في القوات المحمولة جواً.